# Kazym
Le Kazym (en russe : Казым) est une rivière de Sibérie occidentale en Russie, longue de 659 km, affluent droit de l'Ob.

## Géographie
Il coule dans le nord-est du district autonome des Khantys-Mansis. Son bassin versant a une superficie de 35 600 km2. La rivière arrose la ville de Beloïarski.

## Affluents
- L'Amnia